# چنار (گلبهار)
چنار (گلبهار)، روستایی از توابع بخش گلمکان شهرستان گلبهار در استان خراسان رضوی ایران است.
این روستا داری آب و هوای بسیار دل نشین و پذیرای مهمانان مختلف از سراسر ایران و جهان میباشد.

## جمعیت
این روستا در دهستان چنار قرار دارد و براساس سرشماری مرکز آمار ایران در سال ۱۳۹۰، جمعیت آن ۵۰۰ نفر (۹۰ خانوار) به صورت دائم بوده‌است.